# حادث تحطم طائرة بوينغ رقم 737 لشركة أوكسيدنتال بتروليوم عام 1998
حادث تحطم طائرة بوينغ 737 التابعة لشركة أوكسيدنتال بتروليوم عام 1998 هو حادث سقوط طائرة وقع في 5 مايو 1998 في بيرو، أثناء تنفيذ رحلة مستأجرة قرب مدينة أندوواس القريبة من الحدود مع الإكوادور. كانت الطائرة من طراز بوينغ 737-282، مستأجرة من القوات الجوية البيروفية لخدمة شركة أوكسيدنتال بتروليوم. أسفر الحادث عن مقتل 75 شخصًا ونجاة 13 آخرين من ركاب الطائرة وطاقمها، ويُعتبر من الحوادث الجوية المأساوية في المنطقة.
استأجرت شركة أوكسيدنتال بتروليوم الطائرة لنقل العمال إلى حقل النفط في أندوواس. كانت الطائرة مسجلة برقم FAP-351 (رقم الهيكل 23041 / الرقم التسلسلي 962) ودخلت الخدمة مع القوات الجوية البيروفية قبل الحادث بعدة أسابيع فقط.

## التحطم
تحطمت الطائرة حوالي الساعة 21:30 بالتوقيت المحلي أثناء تنفيذها اقترابًا باستخدام جهاز الإشارة اللاسلكي (NDB) إلى مطار ألفيريز FAP ألفريدو فلاديمير سارا باور في أندوواس. وقع التحطم على بعد ثلاثة أميال (4.8 كم؛ 2.6 ميل بحري) قبل الوصول إلى أندوواس، حيث كان من المقرر أن تصل الطائرة في الساعة 21:17 بالتوقيت المحلي.
تأخرت الفرق الطبية أكثر من يوم كامل للوصول إلى موقع الحادث بسبب سوء الأحوال الجوية، و نُقل الناجين على نقالات وسط أمطار غزيرة إلى مركز طبي في أندوواس، إذ منعت الظروف الجوية إجلاءهم بواسطة المروحيات. لاحقًا، أقلعت طائرة إنقاذ تابعة للقوات الجوية البيروفية من طراز بوينغ 737 إلى أندوواس، حاملة فريقًا طبيًا وخبراء تحقيق في الحوادث وأفراد الشرطة.